# 신극
신극(新劇)은 한국에서 20세기 이후 서구(西歐)의 새로운 사조와 방법에 영향받아 생겨난 연극으로, 연극의 문학성을 강조하고 보다 더 지적이라는 면에서 ‘신연극(新演劇)’과 구별된다.
한국 연극에 있어서 신극이라는 말은 일본을 통해 굴절이입(屈折移入)된 말이다.  초창기의 극작가와 연출가들은 거의가 '쓰키지 소극장(築地小劇場)'의 영향을 받았음은 부인할 수가 없다. 다시 말해서 도쿄(東京)에 있던 '쓰키지 소극장(築地小劇場)'을 본거지로 하여 종래에 있었던 신파극(新派劇)에 대한 비판과 반발로 일어난 연극이 바로 신극운동이었다.
따라서 신극운동의 정신적인 지주는 서구의 사실주의 문학정신이었으며, 그 표현기술은 이른바 '리얼리즘' 연출이론에 입각한 것이었다. 
한국의 신극운동은 바로 이와 같은 일본의 신극운동을 직접적으로 접했던 도쿄 유학생들에 의해 이입이 되었고, 이들은 여러 구미 선진국의 작품을 번역·번안해서 소개했다. 

## 신연극
한국의 신연극은 그 시작을 1908년으로 잡는다. 이 해에 한국 최초의 ‘신연극장’인 원각사가 세워졌고, 당시 신문사 사장이며 신소설 작가였던 이인직이 ‘아국연극을 개량하기 위하야 신연극’을 상연할 것을 처음으로 그리고 뚜렷하게 언명했기 때문이다. 이보다 앞서 1902년에 ‘협률사(協律社)’라는 이름으로 한국 최초의 상설 실내극장이 있기는 하였으나 여기에는 신연극에 대한 목적의식이 없었기 때문에 이인직의 시도를 최초의 것으로 삼는다.
이인직이 그의 첫작품 《은세계(銀世界)》가 바로 자기의 신소설을 각색한 것임을 보아도 알 수 있듯이, 그 목표는 ‘정치사상의 계몽을 도(圖)하고자’ 한 데 있었고, 방법은 종래의 창부(倡夫)를 지도해서 만든 일본의 신파극 초기를 방불케 하는 이른바 ‘소시 시바이(壯士芝居)’의 아류를 벗어나지 못한 것으로 짐작된다. 그러나, 지도층 인텔리의 한 사람이었던 이인직의 개척적 시도는 그것으로 끝나버렸다.
뒤를 이어 한국연극을 발전시킨 인물은 초기 신파극에서 전부를 얻어 온 임성구의 ‘혁신단(革新團)’이었다. 이 단체는 1911년에 《불효천벌(不孝天罰)》이라는 연극으로 막을 열게 되는데, 그 중 가장 인기가 있었다는 《육혈포강도(六穴砲强盜)》를 포함하여 거의 전부가 일본 초기 신파의 번안이 아니면 아류로서, 계몽적이거나 최루성을 띤 군사극·탐정극·가정비극·화류비극, 그리고 《장한몽(長恨夢)》,  《불여귀(不如歸)》 등과 같은 신문소설의 각색물이었다. 여기서 주목해야 할 것은, 1910년대 초에 도입된 신파극이 한국인 관객의 연극에 대한 정서적 반응의 고정된 틀을 형성하는 데 결정적인 역할을 담당해 왔다는 것이다.

## 신극운동
한국 신연극에 있어서의 근대적 자각은 1920년대에 비로소 싹텄다.
1920년, 극예술협회가 조직이 된다. 도쿄 유학생들이 중심이 되어 발족한 한국 최초의 학생극운동단체로 우리나라 신극 운동의 선구자 김우진(金祐鎭)을 비롯해, 조명희(趙明熙)·유춘섭(柳春燮)·진장섭(秦長燮)·홍해성(洪海星)·고한승(高漢承)·손봉원(孫奉元)·조춘광(趙春光)·김영팔(金永八)·최승일(崔承一) 등 20여 명이 참여하고 있었으며 이들은 매주 토요일마다 모여 외국의 고전 및 근대작품들을 연구하고 토의하였다. 
극예술협회는 도쿄에 유학중인 고학생과 노동자들의 모임인 '동우회(同友會)'와 더불어 '동우회순회연극단'(同友會巡廻演劇團)을 조직, 조명희의 <김영일(金英一)의 사(死)>(3막 4장), 홍난파(洪蘭波) 소설의 각색인 <최후의 악수>(2막), 던세니 작·김우진 번역 <찬란한 문>과 그 밖에 윤심덕(尹心悳)·한기주(韓琦柱) 등의 독주와 독창을 넣어, 그 해 7월 9일부터 8월 18일까지 약 한달동안 부산·김해·마산·경주·대구·목포·서울·평양·원산 등지에서 공연하였고 큰 성공을 거두었다. 이후 일본경찰과 지방경찰은 학생극을 검열하기 시작했다. 
1923년에 교토 유학생들이 주동이 되어 신극을 공연하는‘토월회(土月會)가 만들어졌다.초기에는 각자 전공 분야에 대한 합평회를 주로 하다가, 대중의 의식을 계몽하는 데 가장 효과적인 분야가 연극이라고 의견을 모아 귀국하여 그해 7월 4일 조선극장에서 첫 공연을 했다. 해외 희곡을 번역해 연극으로 올리기도 하고 박승희의 창작 희곡을 공연하기도 하는 등, 활발하게 신극을 무대에 올렸다. 87회의 공연기록을 남겨 신극 발전에 크게 이바지했다.
1931년에 들어와 ‘극예술연구회’로 발전됨으로써 ‘신극’으로서의 면모가 뚜렷해지는데, 상업주의적 신파극이 대중의 기호를 독점하는 반면에 신극운동은 한국 현대극의 주류로서의 긍지와 자부를 일단 이어가게 되었다.
그러나, 1940년대 초부터 잇따라 생겨난 나라 안팎의 큰 소용돌이, 일제의 강압적 문화정책, 광복, 그 뒤에 닥쳐온 좌우항쟁의 혼란, 그리고 비극적인 6·25전쟁 등으로 연극계는 시달림의 극한을 헤매게 되었다. 정치적, 군사적 수복 뒤에도 오랜 후유증에서 치유되기 힘들었으며, 1950년대 말에 이르기까지 한두 개의 의욕적인 공연활동을 빼놓고는 한국연극은 불모를 청산하지 못하고 말았다. 이 시기에 가장 두드러진 현상은 첫째, 극작가를 배출해 내는데 실패했으며, 둘째, 공연활동의 장소와 관객을 확보하는 데 실패했고, 셋째, 연기자 양성에 지지부진한 결과를 초래했다.
1950년대 후반에서부터 시작된 한국영화 제작의 본격화와 방송매체의 대두에 따라 상업주의 연극은 거의 생명이 끊겼고, 신극운동은 전문화·직업화의 계기를 잡지 못했다. 그러다가, 1960년대에 들어서면서 비로소 새로운 세대의 극계진출과 아울러 한국신극은 뿌리 없는 그러나 상대적으로 비교적 신선한 활기를 띠기 시작했다. 그들의 노력은 우선 동인제(同人制)라는 시작하기 쉽고 각자의 주장을 반영시키기 알맞은 형태로 나타나기 시작했다. 거기에 따라 레퍼토리의 폭은 넓어지고 성격이 새로워졌고, 때로는 실험에의 의욕도 보여 주었다. 이와 병행해서 새로운 극작가의 발굴과 창작극의 개발이라는 명제가 뚜렷이 의식되기 시작했고, 1970년을 전후해서는 전통극 형태에 대한 재검토 기운도 성숙하기에 이르렀다. 한국연극이 그동안 급격하게 진행된 사회변천에 부응하면서 정착하기에는 많은 난제가 있었다고 평가된다.

## 극장
전문적인 실내극장이 본격적으로 사용된 것은 1902년에 협률사(協律社)가 최초의 영업적 극장으로 등장하였을 때부터이다. 그 후 1908년에 원각사(圓覺社)를 거쳐 새로운 연극인 신파 및 신극이 발전됨에 따라 유럽식 극장인 프로시니엄 무대의 출현을 보게 되었다. 연극의 새로운 흐름과 함께 세워진 이 극장들은 처음에는 연극의 공연을 위주로 하였으나, 후에는 영화의 보급과 더불어 영화관으로 바뀐 것이 많았고, 그 후부터는 영화관의 건립이 압도적으로 되었다. 8·15 해방 전의 전문적인 연극극장으로는 동양극장(東洋劇場) 하나밖에 없었다. 후에 국립극장이 되었고, 또 바뀌어 국회의사당이 된 구 부민관(府民館), 전 국립극장·예술극장이었던 구 명치좌(明治座)는 당시의 대표적인 극장이자 영화관이었다. 광복 후 대한민국 국내외 영화의 수요가 급격히 증가함에 따라 신축되는 영화관의 수도 대폭적으로 늘어났고, 객석과 로비 등의 내부설비와 외관이 크게 현대화되었으나, 연극 전용극장은 구 명치좌를 인수한 시공관을 국립극장과 병용하여 오다가 국립극장으로 전용한 것이 유일의 것이었으며, 1962년 설립된 드라마 센터의 출현으로 새로운 연극 극장의 형식을 선보이기도 했다.
1969년 4월 카페 테아트르의 개관으로 소극장운동이 시작되었다. 이 극장은 1975년 11월 운영난으로 문을 닫았으나, 그 후로 몇 개의 소극장이 나타났다가 사라졌다. 국립극장 소극장과 드라마 센터를 제외하고도 연극인회관(1974 개관), 세실소극장(1976 개관), 창고극장(1976 개관), 실험극장 소극장(1975 개관), 민예소극장(1976 개관), 에저또포켓극장(1976 개관), 세실연극실험실(1976 개관), 중앙소극장(1975 개관)의 8개의 소극장이 개관하였고, 80년대에도 소극장을 중심으로 공연활동이 이루어졌다. 그러나, 소극장운동은 해를 거듭할수록 연극의 왜소화와 상업적 연극의 양산을 초래, 연극발전의 저해요소로 작용하고 있다는 자성이 일기도 했다.

## 극작가와 연출가
초창기의 극작가·연출가로는 1920년대의 김우진, 윤백남을 위시, 극예술연구회의 주동이던 유치진을 꼽을 수 있다. 
김우진은 최초로 서구 근대극을 제대로 연구하고 영향받은 극작가로서 본격적인 근대극을 쓰며, 현대희곡의 태동을 낳았다.
실종된해인 1926년 <난파>,<산돼지>는 대표작이자 그대로 그의 자서전이기도 하다. 문예사조의 단계를 뛰어넘어 표현주의를 최초로 실험한 작가이자, 그 자신의 내면적 문제를 희곡에 담아낸 최초의 극작가이다.  
윤백남은 배우, 극작가, 소설가, 언론인, 영화감독, 연극연출가를 비롯 1917년에는 백남(白南) 프로덕션을 창립, 여러 편의 영화를 제작·감독하여 영화계에 선구적인 활동을 펼치기도 했다.
유치진은 1930년대부터 연극인, 극작가, 소설가로 사실주의 작품을 발표하며 극작가로 활동했다. <토막>, <소> 등 1930년대 초반 발표한 작품들은 식민지의 농촌 현실을 날카롭게 묘사하고 있다. 
신극에 있어, 유달리 십자가를 져야 했던 사람은 바로 극작가들이었다. 희곡이 문학인 동시에 연극의 모태(母胎)라는 상식적인 개념이 받아들여지기에는 사회적인 여건이 너무나 불합리했기 때문이다.
바꾸어 말해서 한국의 전통연극의 계승이나 전수(傳受)는 이미 시대착오인양 버림을 받은데다가 일반 대중의 연극에 대한 천시(賤視)는 여전했기 때문에 극작가가 신극운동에 적합한 희곡을 쓴다는 것은 하나의 사명감이나 개척자적인 투지를 가지는 데서부터 일어서야 했기 때문이다. 그것이 어떤 물질적인 보장이나 화폐가치로 간주될 수도 없고 오직 자기 자신이 쓰고 싶으니까 써야 했고 또 그것으로 자기만족을 할 수밖에 없었다.
뿐만 아니라 이른바 종합예술이요, 집단예술이라 일컫는 연극에서는 한 극작가의 의견이 그대로 받아들여지지는 않았다. 연출가에 의해 그려지며 연기자의 주문을 받아야 하고 흥행사의 요구를 들어야만 했고 관객의 기호를 계산해야만 했던 복합적인 압력이 극작가의 탄생이나 성장을 더디게 했다.
이른바 신극운동의 정수인 사실주의(寫實主義) 문학정신을 무대 위에 옮겨놓았을 때 그것을 이해하기에는 관객의 수준이 너무나 낮았다. 그렇다고 그 당시 유행했던 상업주의 연극의 표본인 신파극(新派劇)을 쓰자니 극작가의 긍지와 이상과 사명감은 너무나 높았다. 이와 같은 모순 가운데에서 우선 쉽게 올릴 수 있고 자기 세계에서나마 군림할 수 있는 길은 번역극을 상연하는 길밖에 없었다. 연극이 흥행으로 성공치 못할 바엔 예술적인 작품의 소개라는 문화적 사명감에라도 만족하자는 소극적이며 고답적인 의지가 응결된 셈이다. 그러는 사이에 피해를 입는 측은 극작가였다. 천대받는 극작가가 집필생활에 몰두할 수는 없었던 것이다.
이와 같은 현상은 연출가의 경우에도 그대로 적용된다. 연극에 있어서 연출이라는 분야가 기능직이 아닌 재현예술(再現藝術)의 창조자로서 인정을 받게 된 것은 신극운동에서 비롯된다고 해도 과언이 아니다. 그 전까지의 신파극은 극작가가 연출을 겸했거나 연출가가 있었어도 그 이름을 밝히는 경우는 매우 드물었다. 일본 유학시절에 얻어진 새로운 지식은 바로 연극에 있어서 연출이라는 분야가 얼마나 중대한 의미를 가지며, 또 창조상에 있어서 연출의 권한과 권위가 어떤 위치를 차지하는가를 안 것도 바로 신극운동에서 얻어진 지식이었다. 그러나 극작가의 경우와 마찬가지로 연출(演出)이라는 어휘 자체가 일반에게는 생소했었고 도쿄서 유학을 마치고 돌아온 연출가가 있었다 하더라도 그들이 극단에서 인정을 받기란 매우 어려웠던 게 바로 신극 초창기의 일반적인 경향이었다. 홍해성(洪海星), 이서향(李曙鄕)·안영일(安英一) 등이 바로 그런 측에 속했다.
그래도 극작가의 이름은 작품을 쓰니까 알 수도 있지만 연출가는 작품을 쓰는 것도 아니요, 연기를 하는 것도 아니니 일반 관객의 위치에서 볼 때는 매우 불투명하고도 빛이 나지 않는 존재였던 것만은 사실이다. 상업주의를 내세운 신파극단에서는 극작가가 연출을 맡기도 하고, 그 극단에서 영도력이 있는 주연 배우가 연출의 영역까지 침범했다. 연출을 예술분야로 인정하지 않고도 연극이 상품의 가치를 발휘할 수 있는 길은 얼마든지 있기 때문이다. 그것은 바로 스타시스템을 택하는 일이었다. 관객은 배우를 보고 연극을 찾지, 연출을 보고 오지는 않는다는 하나의 신조가 지배적이었다. 그러므로 연극에 있어서 극작가와 연출가는 절대적인 위치를 차지한다는 원칙이 있었을 뿐 한국의 초기 신극 운동이나 신파극에서는 실질적인 서열이 배우보다는 훨씬 낮았었음을 시인하지 않을 수 없다.
그러나 1940년대에 들어서면서부터 신파극과 신극이 뚜렷하게 그 빛깔을 달리하게 되었고, 그것을 선택하는 능력도 관객 가운데서 싹트기 시작했다. 즉 서민층이나 부녀층이 신파연극을 찾고 지식인이나 학생층이 신극을 지지하게 되자, 극작가와 연출가의 존재는 어느 때보다도 뚜렷해졌고, 이들이 연극 창조에 미치는 영향이 어떠한 것인가를 인식하게 되었다. 따라서 8·15 광복을 전후한 시기에는 신파극과 신극이 작가, 연출가, 그리고 배우까지도 서로 교류시키게 되었고 어느 의미로 봐서는 가장 많은 극작가와 연출가가 배출되었던 시기이도 했다.
그러나 광복 이후에서 6·25전쟁까지 그 대부분의 극작가나 연출가가 자의나 타의에 의해 피난살이와 같은 연극적인 피난살이를 해옴으로써 간신히 연극의 명맥을 이어왔음은 바로 연극의 수난기이자 극작가와 연출가의 커다란 시련이었다. 배우는 영화계로 팔리어 갈 수 있었어도 극작가나 연출가는 그렇게 할 수가 없었기 때문이다. 이때 유치진(柳致眞), 이광래(李光來), 오영진(吳泳鎭), 이해랑(李海浪), 허남실(許南實) 등이 있었다.
그러나 1950년대 후반기부터 사회적인 질서와 정치적 안정을 얻음으로써 연극계도 서서히 세대교체의 바람이 불어 왔다. 각 일간신문의 신춘문예 현상이나 문학지의 추천을 통하여 재기발랄한 극작가가 배출되었고 젊은 연극학도들에 의해 조직된 소극장운동을 통해 젊은 연출가도 두각을 나타냈다. 뿐만 아니라 구미 선진국으로 향해 넓게 열린 문화예술의 창구를 통하여, 새로운 세계의 물결을 직접 호흡하게 됨으로써 한국의 연극은 이제 신극이라는 이름을 망각할 정도로 다양화되고 활발해지고 있다. 그것은 폐허 위에 새로 다져진 터를 잡고 집을 세울 사람들이요, 그 주도적인 역할은 바로 극작가와 연출가들에게 있음을 볼 때, 한국 신극의 역사는 그 나름대로 숨가쁜 역사를 꾸며 오고 있는 것이다. 이때 나온 극작가로는 임희재(任熙宰), 차범석(車凡錫), 하유상(河有祥), 이근삼(李根三), 오태석(吳泰錫) 등이 있고 연출가로는 김정옥(金正鈺), 허규(許圭), 임영웅(林英雄), 표재순(表在淳) 등이 있다.

## 같이 보기
- 신파극